# 千葉智宏
千葉 智宏（ちば ともひろ、1966年1月1日 - ）は、アニメ脚本家、小説家。群馬県出身。小説、アニメ、テレビゲームなどの企画・編集を行っている制作プロダクションであるスタジオオルフェの代表取締役社長。

## 主な参加作品

### アニメ
- 機動戦士ガンダムSEED ASTRAYシリーズ
- 機動戦士ガンダム00（2007年）
- 機動戦士ガンダム00 セカンドシーズン（2008年）
- 劇場版 機動戦士ガンダム00 -A wakening of the Trailblazer-（2010年）

他多数

### 漫画
- 機動戦士ガンダム外伝 ザ・ブルー・ディスティニー（シナリオ）

### ゲーム
- ダライアスバースト（2009年）